# Peter Daners
Peter Ferdinand Daners (* 27. Januar 1935 in Grevenbroich; † 22. Februar 2020 ebenda) war ein deutscher Jurist und Politiker (CDU). Er gehörte dem Landtag von Nordrhein-Westfalen vom 29. Mai 1980 bis 29. Mai 1985 an.

## Leben und Beruf
Peter Daners machte 1955 sein Abitur und studierte anschließend Rechts- und Staatswissenschaften an den Universitäten in Köln und Münster. Seine erste juristische Staatsprüfung absolvierte er 1960, seine zweite juristische Staatsprüfung 1964. Er war anschließend Anwaltsassessor und ab 1965 Sozial- und Rechtsdezernent des Kreises Grevenbroich und Stadtdirektor der Stadt Dormagen. Ab 1975 war er zugleich Geschäftsführer der Industriebahn Zons-Nievenheim GmbH in Dormagen.
Seit 1955 ist er Mitglied der katholischen Studentenverbindung KDB Saxonia zu Köln im RKDB|

## Partei
Der CDU gehörte Daners ab 1966 an. Daners war Kreisvorsitzender der Kommunalpolitischen Vereinigung im Kreis Neuss und deren Landesvorsitzender Nordrhein-Westfalen sowie auch stellvertretender Bundesvorsitzender der KPV der CDU/CSU.

## Abgeordneter
Daners gehörte zwischen 1980 und 1985 dem nordrhein-westfälischen Landtag als Abgeordneter an.